# Rui Zobaran
Rui Zobaran (São Gabriel, 16 de fevereiro de 1889 — Rio de Janeiro, 1 de outubro de 1954) foi um militar brasileiro.
O major Zobaran foi nomeado interventor federal em Santa Catarina, de 26 de outubro de 1932 a 20 de março de 1933.